# وینس ویلوف
وینس ویلوف (انگلیسی: Vince Vieluf؛ زادهٔ ۱۰ نوامبر ۱۹۷۰) یک هنرپیشه اهل ایالات متحده آمریکا است. وی از سال ۱۹۹۷ میلادی تاکنون مشغول فعالیت بوده‌است.
از فیلم‌ها یا برنامه‌های تلویزیونی که وی در آن نقش داشته است می‌توان به سگ‌دو، دیوار آتش، نشنال لمپون نه چندان قانونی و کبوترهای سفالی اشاره کرد.